# Langlochbohrmaschine

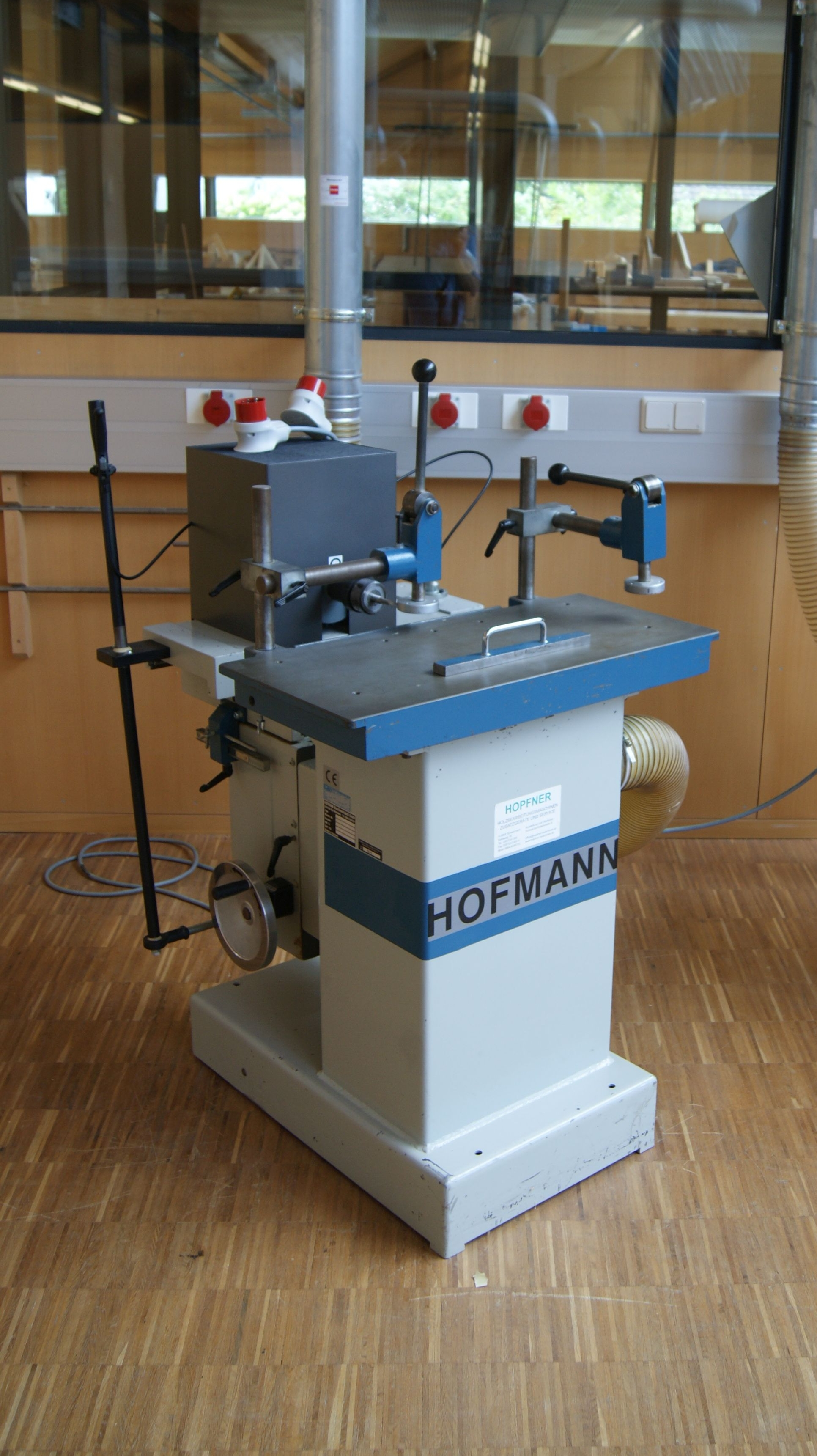
Langlochbohrmaschine mit einstellbarem Bohraggregat

Eine Langlochbohrmaschine ist eine Bohrmaschine zur spanenden Holzbearbeitung. Mit ihr werden Langlöcher und Dübelbohrungen hergestellt.
Auf dem Maschinenständer sind ein Bohraggregat und ein Aufnahmetisch für Werkstücke angebracht. Das Bohraggregat nimmt über ein Bohrfutter Langloch- und Dübelbohrer auf. Bei einer Maschinenausführung ist das Bohraggregat mit Handhebeln in Bohrrichtung und quer dazu verschiebbar, zusätzlich ist mit einem Handrad die Höhe einzustellen. Durch verstellbare Anschläge ist die Bohrtiefe und der seitliche Weg und damit die Länge des Loches einstellbar. Am feststehenden Aufnahmetisch befinden sich eine Anschlagsleiste und Spannvorrichtungen für die Werkstücke. Die andere Maschinenart hat ein feststehendes Bohraggregat und einen verfahrbaren Tisch.
Werkzeuge für Langlochbohrungen sind Fräsbohrer in unterschiedlichen Längen und Durchmessern mit Schneiden an der Stirnfläche und am Umfang. Mit ihnen werden Löcher gebohrt und horizontal durch Umfangsfräsen zu Langlöchern erweitert. Rund- und Dübellöcher werden mit Spiralbohrern mit Zentrierspitze gebohrt.
Gebraucht werden Langlöcher bei Verbindungen wie Schlitz und Zapfen, oder bei Taschen für Einsteckschlösser.